# Orbite en fer à cheval
Pour les articles homonymes, voir Fer à cheval (homonymie).
 (octobre 2019).
Si vous disposez d'ouvrages ou d'articles de référence ou si vous connaissez des sites web de qualité traitant du thème abordé ici, merci de compléter l'article en donnant les références utiles à sa vérifiabilité et en les liant à la section « Notes et références ».

Soleil
Terre
(419624) 2010 SO16

L'orbite en fer à cheval d'un objet céleste est la trajectoire apparente que semble décrire cet objet lorsqu'il est observé depuis un autre corps céleste avec lequel il coorbite.

## Description
Soit deux objets secondaires B et C, en révolution autour d'un même objet primaire A, selon un mouvement coorbital. Lorsque C est situé à proximité du point de Lagrange L3, L4 ou L5 du système A-B, l'orbite de C autour de A semble décrire, lorsqu'elle est observée depuis B, un fer à cheval.
Un corps céleste possédant une orbite en fer à cheval est en réalité en coordination avec une planète, dite planète mère, et un troisième astre (souvent le Soleil). C'est un des trois types d'objets co-orbitaux avec les troyens et les quasi-satellites.
C'est le cas de (3753) Cruithne et de (419624) 2010 SO16.

Vue depuis la Terre, l'orbite de Cruithne a la forme d'un haricot.
Orbites héliocentriques de la Terre et Cruithne.

## Stabilité et transitions entre orbite en fer à cheval et quasi-satellite
Certains astéroïdes ayant une orbite en fer à cheval parviennent, pour quelque temps (souvent quelques siècles) à se maintenir sur des orbites de type quasi-satellite. Au-delà, ils reprendront une orbite en fer à cheval (d'une manière analogue à Cruithne) et il est impossible de dire avec certitude s'ils redeviendront des quasi-satellites au bout de quelques siècles.
Un astéroïde dont l'orbite est suffisamment inclinée et/ou excentrique est susceptible de passer d'un mouvement de type quasi-satellite (QS) à un mouvement de type fer à cheval et inversement. L'animation ci-contre montre le cas de l'astéroïde 2001 GO2, qui va traverser deux de ces transitions dans les prochains siècles : le mouvement actuel est de type fer à cheval, puis l’astéroïde deviendra un quasi-satellite de la Terre vers l'année 2190 et reprendra son mouvement de fer à cheval.

## Liste

### Vénus
- 2020 SB[1]
- 2024 AF6 (à confirmer)[2]

### Terre
Dans leur article de 2020, Murat Kaplan et Sergen Cengiz répertorient 22 objets co-orbitaux de la Terre, dont 16 sur une orbite en fer à cheval :
- (3753) Cruithne[3]
- (54509) YORP[3]
- (85770) 1998 UP1
- (419624) 2010 SO16[3]
- 2001 GO2[3]
- 2002 AA29[4],[3]a
- 2003 YN107[3]
- 2006 JY26[3]
- 2013 BS45[3],[N 1]
- 2015 SO2[3]
- 2015 XX169[3]
- 2015 YA (possible futur)[3]
- 2015 YQ1[3]
- 2016 CO246[3]
- 2017 SL16[3]
- 2017 XQ60[3]
- 2018 AN2[3]
- 2018 XW2[3]
- 2018 PN22[3]
- 2019 VL5
- 2020 PN1
- 2020 PP1
- 2023 TG14[5]
- 2024 AV2[6]

### Mars
- 2020 VT1

### Jupiter
- P/2023 M4 (ATLAS)

### Saturne
- 2013 VZ70

### Uranus
- (83982) Crantor[7]
- (472651) 2015 DB216
- (797068) 2010 XS58[8]
- 2010 EU65 ?[7]

### Neptune
- (148975) 2001 XA255
- (310071) 2010 KR59
- 2017 UX51